# José del Barrio Navarro
José del Barrio Navarro (Valladolid, 23 de noviembre de  1907 – París, 28 de julio de  1989) fue un dirigente obrero, político y militar español, de destacada actuación durante la guerra civil española.

## Biografía
Aunque nació en Valladolid, siendo pequeño se trasladó con su familia a Barcelona.
Metalúrgico de oficio, se afilió a la Confederación Nacional del Trabajo (CNT) con quince años y también fue militante de la Federación Comunista Catalano-Balear (FCCB). En 1933 fue expulsado de la CNT y se afilió a la socialista Unión General de Trabajadores (UGT). Un año antes había sido uno de los miembros fundadores del Partido Comunista de Cataluña (PCC) en 1932, partido del que fue expulsado tres años después por su postura partidaria de la unión sindical. En 1936 fue uno de los fundadores del Partido Socialista Unificado de Cataluña (PSUC). En junio de ese año ascendió en la organización del sindicato, convirtiéndose en secretario de UGT en Cataluña.

### Guerra civil española
Tras el estallido de la Guerra Civil en julio de 1936, del Barrio se convirtió en el principal líder y uno de los principales organizadores de la llamada Columna Carlos Marx, que estuvo compuesta por militantes del PSUC y la UGT. Esta unidad de milicianos partió de Barcelona y estuvo destacada en el Frente de Aragón, donde intervino en varias operaciones militares. Posteriormente integrado en el Ejército Popular de la República, durante el resto de la contienda del Barrio dirigió varias unidades militares como la 124.ª Brigada Mixta, la 27.ª División (antigua columna Carlos Marx), o el XVIII Cuerpo de Ejército, logrando alcanzar el grado de teniente coronel. Cuando se produjo la Batalla del Ebro, su XVIII Cuerpo de Ejército se encontraba disponible como reserva estratégica. Con su marcha al frente de guerra, debió ceder el liderazgo de la UGT catalana a su compañero Antonio Sesé; no obstante, tras el asesinato de este durante las Jornadas de mayo de 1937, del Barrio hubo de volver a asumir el cargo.
En mayo de 1938 fue ascendido al rango de teniente coronel. Hacia el final de la guerra mantuvo diferencias con otros emblemáticos cuadros militares del Partido Comunista de España (PCE), como Enrique Líster y Juan Modesto, así como con el delegado de la Komintern, Palmiro Togliatti, y con la propia dirección del PSUC. Una de las más sonadas versó acerca de su proyecto, ideado junto con Juan Perea Capulino, de concentrar todos los esfuerzos posibles para mantener una cabeza de puente liberada en el pirineo leridano, a fin de ofrecérsela a la República como territorio desde el que encabezar la reconquista de España cuando se desencadenase la guerra mundial.
Hacia el final de la campaña de Cataluña, del Barrio se retiró junto a sus tropas y en febrero de 1939 cruzó la frontera francesa.

### Movimiento en el exilio
Fue expulsado en 1943 del PSUC por criticar la política exterior soviética y oponerse a la línea de Joan Comorera. Fundó el Moviment per l'adreçament del PSUC en México, y contactó con el exdirigente del PCE Jesús Hernández cuando este fue expulsado en 1944. Juntos emprendieron la formación de un partido comunista independiente del comunismo soviético y situado en la órbita del "titismo", el llamado Movimiento de Acción Socialista, entre 1950 y 1953. 
Cuando se separaron, en 1954, siguió impulsando el Movimiento de Acción Socialista, con sede en Toulouse y París, y reclamando la celebración de una Comisión Organizadora del Congreso Extraordinario de todos los comunistas que analizara la actuación del PCE desde la Conferencia Nacional de 1937. No dejó de buscar alianzas con otros sectores del exilio que apostaran por el mantenimiento de una oposición intransigente y esencialmente republicana. A mediados de los cincuenta impulsó la creación de un denominado Movimiento Republicano Antifascista de Liberación Hispana, y de la Unión Cívica Española. En 1963 se unió a Juan Perea Capulino y Vicente López Tovar para fundar el Movimiento por la III República y por la reconstitución del Ejército Republicano.
Falleció en 1989.
Su fondo personal se encuentra depositado en el Biblioteca del Pabellón de la República de la Universidad de Barcelona. Consta de recortes de prensa, documentos sobre las operaciones militares durante la Guerra Civil, mapas, correspondencia, fotografías del frente militar, documentos de organismos e instituciones políticas, correspondencia con ellos y documentos diversos.